# Associazione Calcio Femminile Roma Italparati 1977
Questa voce raccoglie le informazioni riguardanti la Associazione Calcio Femminile Roma Italparati nelle competizioni ufficiali della stagione 1977.

## Rosa
Rosa incompleta tratta da più fonti.
| N. |                   | Ruolo | Calciatrice         |
| -- | ----------------- | ----- | ------------------- |
|    | Italia (bandiera) |       | Doriana Ascani      |
| 8  | Italia (bandiera) | A     | Tiziana Bartoccioni |
|    | Italia (bandiera) |       | Cinzia Cappuccini   |
| 7  | Italia (bandiera) | A     | Patrizia Cappuccini |
|    | Italia (bandiera) |       | Italia Castelli     |
| 11 | Italia (bandiera) | A     | Cinzia Cesarini     |
|    | Italia (bandiera) |       | Anna Ciampi         |
| 4  | Italia (bandiera) | C     | Marisa Conicchioli  |

| N. |                   | Ruolo | Calciatrice            |
| -- | ----------------- | ----- | ---------------------- |
|    | Italia (bandiera) |       | Laura Cristofanelli    |
|    | Italia (bandiera) |       | Patrizia Ferrante      |
|    | Italia (bandiera) |       | Lucia Gridelli         |
|    | Italia (bandiera) |       | Antonietta La Torre    |
|    | Italia (bandiera) |       | Maria Letizia Liparoti |
|    | Italia (bandiera) |       | Roberta Pietrangeli    |
|    | Italia (bandiera) |       | Paola Ricci            |
| 6  | Italia (bandiera) | C     | Elisabetta Saldi       |